# Zedequias
Zedequias (ou Sedecias ou Matanias) foi o 20° e último rei de Judá. Foi deposto e levado para o exílio em Babilônia. Era o terceiro filho de Josias e sua mãe era Hamutal. Quando foi constituído em rei vassalo, o rei babilônio Nabucodonosor II mudou-lhe o nome de Matanias para Zedequias. Segundo a Bíblia, durante os 11 anos do seu reinado, Zedequias "fazia o que era mau aos olhos do Senhor".

## Prelúdio do seu reinado
Seu pai, o rei Josias, foi mortalmente ferido na tentativa de rechaçar em Megido as forças egípcias sob o Faraó Neco II , e o povo constituiu rei a Jeoacaz, irmão germano de Zedequias, em detrimento do filho mais velho de Josias, Jeoiaquim. O governo de Jeoacaz durou apenas três meses, porque o Faraó Neco não o aceitou como rei, substituindo-o por Eliaquim (a quem ele deu o novo nome de Jeoiaquim), meio-irmão de Jeoacaz e Zedequias.

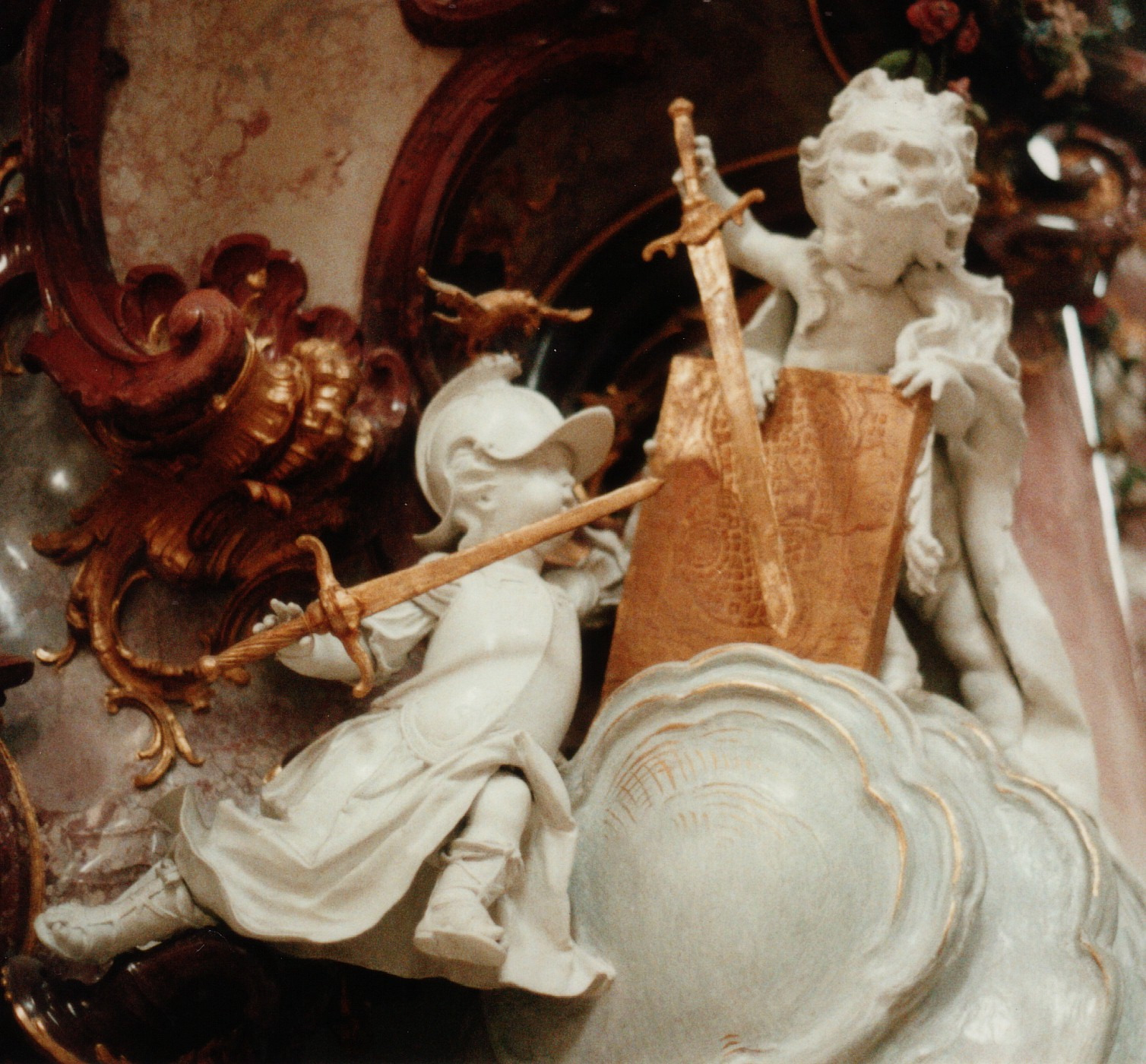
enfrenta Zedequias, quem segura o mapa de Jerusalém. Escultura barroca na catedral de Zwiefalten, Alemanha

Após o fim do reinado de Jeoiaquim em 598 a.C. ou 597 a.C. por sendo preso ou morto pelos babilônios, passou a reinar o jovem filho dele, chamado  Joaquim ou Jeconias. Os exércitos babilônicos sob o Rei Nabucodonosor estavam sitiando Jerusalém. Depois de reinar por três meses e dez dias, Joaquim rendeu-se ao rei de Babilônia (617 a.C.). (2Rs 23:29-24:12; 2Cr 35:20-36:10). Nabucodonosor levou parte do tesouro do templo de Jerusalém e milhares de refens para o exílio babilônico, e colocou Zedequias no trono em Jerusalém e o fez jurar em nome de Jeová. Este juramento obrigava Zedequias a ser leal como rei vassalo. Zedequias tinha 21 anos.

Depois de ter governado nove anos quebrou o juramento e, contrário à palavra de Jeová por meio do profeta Jeremias, rebelou-se contra Nabucodonosor, encorajado pelo novo faraó egípcio Apriés, que organizava uma expedição militar contra a Babilônia.  (2Rs 24:20; 2Cr 36:13; Je 52:3; Ez 17:15) Isto fez com que os exércitos babilônicos sob Nabucodonosor voltassem para Jerusalém. 

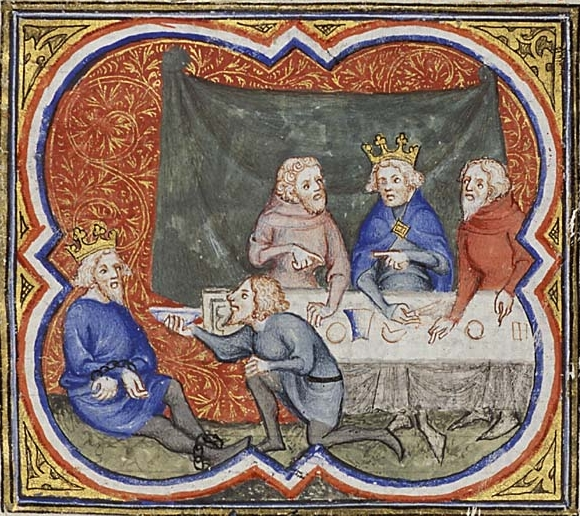
Zedequias em cadeias na frente de Nabucodonosor, da bíblia histórica de Petrus Comestor, 1670.

O sítio começou no início de 588 a.C. e demorou um ano e meio ou mais, interrompido porém temporariamente quando o faraó Apriés apareceu com o exército egípcio. Porém, Apriés não conseguiu manter-se em Judá e se retirou. O sítio de Jerusalém foi restabelecido. O profeta Jeremias repetiu, que a vontade de Deus fosse a rendição aos babilônicos, mas os nobres se revoltaram contra ele e preferiam as palavras de outros profetas mais favoráveis. Zedequias aparece nisso indeciso e fraco. A um lado não aceita a profecia de Jeremias e o maltrata, ao outro lado salva a vida dele e o protege. - Je 38:1-28.
"No décimo primeiro ano de Zedequias, no quarto mês, no nono dia do mês", abriu-se uma brecha em Jerusalém. Zedequias e a família e seguidores passaram a fugir de noite. Alcançados nas planícies desérticas de Jericó, Zedequias foi levado a Nabucodonosor em Ribla. Depois de presenciar a morte dos filhos, Zedequias foi cegado, preso com grilhões de cobre e levado a Babilônia, onde morreu na casa de custódia. Junto com ele foram novamente levados milhares de outras pessoas para o exílio babilônico, deixando para trás um país destruido e bastante despovoado. Isso foi no ano 587 a.C. ou 586 a.C. - 2Rs 25:2-7; Je 39:2-7; 44:30; 52:6-11; compare isso com Je 24:8-10; Ez 12:11-16; 21:25-27.

## Outras personagens bíblicas com o mesmo nome
1. "Filho de Quenaaná"; falso profeta do Rei Acabe. - 1Rs 22:11, 23, 24; 2Cr 18:10, 22, 23.
2. Príncipe no tempo do Rei Jeoiaquim. - Je 36:12.
3. "Filho de Maaséias"; profeta adúltero, mentiroso, entre os exilados em Babilônia. - Je 29:21-23.
4. Filho de Jeconias (Joaquim), mas, pelo visto, não um dos sete filhos que lhe nasceram enquanto era prisioneiro em Babilônia. - 1Cr 3:16-18.
5. Sacerdote ou antepassado de um durante a governadoria de Neemias. - Ne 9:38; 10:1, 8.

## Provas Arqueológicas
Em 2019 foi publicado sobre o selo encontrado na Cidade de David, contendo a inscrição Pertence a Ikar, filho de Matanias.

Apesar de não ser um selo do Rei, nem Ikar ser citado na bíblia, o fato de ser encontrado na área que acredita-se ter sido residência da realeza em Jerusalém fornecem fortes indícios não só da existência deste Rei, como da passagem bíblica que indica que Nabucodonossor mudou seu nome de Matanias para Zedequias:
E o rei de babilônia estabeleceu a Matanias, seu tio, rei em seu lugar; e lhe mudou o nome para Zedequias. 2 Reis 24:17